# Philodromus archettii
Philodromus archettii es una especie de araña cangrejo del género Philodromus, familia Philodromidae. Fue descrita científicamente por Caporiacco en 1941.

## Distribución
Esta especie se encuentra en Etiopía.